# 釧路機動警察隊
釧路機動警察隊（くしろきどうけいさつたい）は、北海道警察釧路方面本部が設置していた機動警察隊である。
方面本部各課の機能強化のため令和2年4月の組織改編に伴い廃止され、捜査課機動捜査係、地域課自動車警ら係、交通課交通機動隊となった。

## 概要
釧路と根室管内の5警察署を補完する執行隊で、機動捜査隊、自動車警ら隊、交通機動隊により構成されていた。

## 所在地
釧路市黒金町10丁目-5

## 組織
- 隊長（警視）
- 副隊長（警視）
- 中隊長（警部）
- 管理中隊 - 事務や庶務を担当
- 第1中隊 - 機動捜査担当（機動捜査隊と同じ任務）
- 第2中隊 - 自動車警ら担当（自動車警ら隊と同じ任務）
- 第3中隊 - 交通取締り担当（交通機動隊と同じ任務）